# 19e brigade d'infanterie (Australie)
Pour les articles homonymes, voir 19e brigade.
La 19e brigade est une formation de l'armée australienne constituée dans le cadre de la Seconde force impériale australienne pendant la Seconde Guerre mondiale.
L'unité est brièvement créée en 1912 en tant que formation de réserve dispensant une formation dans le cadre du programme de formation obligatoire. Plus tard, pendant la Seconde Guerre mondiale, la brigade est créée en avril 1940 en Palestine en tant que formation triangulaire, la brigade étant levée en transférant un bataillon d'infanterie de trois autres brigades. Elle est par la suite affectée à la 6e division. Tout au long de l'année 1941, la brigade combat en Afrique du Nord, en Grèce et en Crète, avant d'entreprendre des missions de garnison en Syrie, où elle reste jusqu'en janvier 1942. Après l'entrée en guerre des Japonais, la 19e brigade est retirée en Australie et entreprend par la suite des tâches de garnison à Darwin. Elle est redéployée en combat qu'à la fin de la guerre, engagée dans la campagne d'Aitape-Wewak en 1944-1945. La brigade est dissoute en décembre 1945 à Puckapunyal.

## Unités
Les unités suivantes ont été affectées à la 19e brigade :
- 2/4e bataillon de la 16e brigade
- 2/8e bataillon de la 17e brigade
- 2/11e bataillon de la 18e brigade
- 23e / 21e bataillon (14 mai 1942 - 25 juin 1943)

## Commandants
Les officiers suivants commandaient la 19e brigade, :
- Brigadier Horace Robertson (avril 1940 - mars 1941)
- Brigadier George Vasey (mars-décembre 1941)
- Brigadier James Martin (décembre 1941 - novembre 1945)